# Scabrostomus siccatus
Scabrostomus siccatus är en skalbaggsart som beskrevs av Gordon och Paul E.Skelley 2007. Scabrostomus siccatus ingår i släktet Scabrostomus och familjen Aphodiidae. Inga underarter finns listade i Catalogue of Life.